# Чёрный динамит (мультсериал)
«Чёрный динамит» (англ. Black Dynamite) — американский комедийный мультсериал для взрослых, созданный Карлом Джонсом для ночного блока Adult Swim телеканала Cartoon Network. Мультсериал основан на одноимённом пародийном блэксплотейшн-фильме 2009 года. Всех четверых главных героев озвучивают актёры, игравшие этих персонажей в оригинальном фильме. В создании мультсериала принимали участие создатели мультсериала «Гетто».
Мультсериал был анонсирован вскоре после выхода оригинального фильма. 10-минутный пилотный эпизод стал доступен на Adult Swim Video 8 августа 2011 года. Всего вышло два сезона. Премьера первого сезона состоялась 15 июля 2012 года, второго — 18 октября 2014 года.

## Сюжет
Лос-Анджелес 1970-х годов. В Южном Централе живёт Чёрный динамит. Он ветеран Войны во Вьетнаме и бывший агент ЦРУ. Сейчас он управляет публичным домом, а также заботится о сиротах. На его содержании находится небольшой приют. При этом оба эти заведения расположены в одном здании. В его делах ему помогают три человека: Мегафон, Крим Корн и Пчёлка. Все вместе они периодически попадают в различные приключения, пересекаясь с известными людьми своей эпохи.

## Роли озвучивали
- Майкл Джей Уайт — Чёрный динамит
- Байрон Миннс — Мегафон
- Ким Уитли — Пчёлка
- Томми Дэвидсон — Крим Корн

Второстепенных персонажей озвучивали известные актёры, музыканты и комики, такие как Карлос Алазраки, Джей Би Смув, Тим Блейк Нельсон, Эдди Гриффин, Орландо Джонс, Арсенио Холл, Snoop Dogg, Чарли Мерфи, Фил Ламарр, Сэмюэл Л. Джексон, Джон Ди Маджо, Эрика Баду, Chance the Rapper, Шон Кингстон, Мел Би, Кевин Майкл Ричардсон, Tyler, the Creator, Эрик Бауза и другие.

## Приём
Критики позитивно приняли мультсериал. На Rotten Tomatoes его рейтинг «свежести» составляет 100 %. Кайл Андерсон из Nerdist отмечал, что изначально не было очевидно, что по такому фильму как «Чёрный динамит» можно сделать мультсериал. Тем не менее, создатели мультсериала справились со своей задачей. Они изменили визуальный стиль, сделав анимацию более стилизованной, и добавили ещё более странные сюжетные линии, и на выходе получилось хорошее шоу. Кевин Макфарланд из The A.V. Club также отмечал, что мультсериал больше напоминает «Гетто», чем собственно оригинальный фильм. В Collider высоко оценили анимацию.

## Список эпизодов

### Пилотный выпуск
| Название | Режиссёр | Сценарист              | Премьерный показ |
| --- | -------- | ---------------------- | ---------------- |
| «Trouble on Puppet Street» | Джуно Ли | Карл Джонс и Брайан Эш | 8 августа 2011   |
| ЦРУ обращается за помощью к Чёрному динамиту. В Управлении хотят, чтобы Чёрный динамит разузнал, что замышляет Лягушка Кёртис из детской телепередачи, и остановил его. Лягушка, имея большое влияние на детей, хочет, чтобы те выполняли его поручения и приносили ему деньги. Чёрному динамиту и его команде приходится разобраться с Кёртисом и другими куклами. |          |                        |                  |

### 1 сезон
| № общий | № в сезоне | Название                             | Режиссёр                   | Сценарист                    | Премьерный показ |
| --- | ---------- | ------------------------------------ | -------------------------- | ---------------------------- | ---------------- |
| 1 | 1          | «Just Beat It»                       | Карл Джонс и Джастин Ридж  | Карл Джонс и Брайан Эш       | 15 июля 2012     |
| В городе орудует банда ниндзей. Чёрный динамит пытается разобраться с этой проблемой. Крим Корн тем временем попадает под влияние талантливого ребёнка-музыканта Майкла Джексона из группы The Jackson 5. На деле же Майкл оказывается злым полу-инопланетянином, который терроризирует своих братьев и отца, а в перспективе планирует захватить планету. |            |                                      |                            |                              |                  |
| 2 | 2          | «Bullhorn Nights»                    | Карл Джонс и Нейт Клесович | Карл Джонс                   | 22 июля 2012     |
| Одного за другим убивают чернокожих порноактёров. Мегафона под прикрытием направляют в порноиндустрию, разобраться, что там к чему. Неожиданно Мегафон добивается успеха, который связан с его талантом рифмовать слова. Вскоре команда Чёрного динамита раскрывает заговор по срыву съёмок первого в мире межрасового порнофильма, в котором оказываются замешаны не только ку-клукс-клановцы, но чёрные националисты. |            |                                      |                            |                              |                  |
| 3 | 3          | «Taxes and Death»                    | Карл Джонс и Джастин Ридж  | Карл Джонс и Брайан Эш       | 29 июля 2012     |
| Чёрный динамит задолжал крупную сумму денег Налоговому управлению. Теперь его преследуют налоговые агенты, которые даже убивают его бухгалтера. Чёрному динамиту ничего не остаётся, как подработать на стороне. Он соглашается сопровождать на выступление эмоционально нестабильного и наркозависимого комика Ричарда Прайора. |            |                                      |                            |                              |                  |
| 4 | 4          | «A Crisis for Christmas»             | Карл Джонс и Нейт Клесович | Карл Джонс и Скотт Фузелье   | 5 августа 2012   |
| Чёрный динамит пытается быть милым с сиротами из своего приюта на Рождество, но у него ничего не выходит. Детям больше нравится бывший спортсмен О. Джей Симпсон, который теперь готовится принять участие в лунной программе. Выясняется, что Чёрный динамит давно знаком с О. Джеем и между ними существует конфликт. Чёрный динамит просит О. Джея привезти с Луны лунных камней для сирот, а тот в ответ предлагает лететь на Луну вместе. Чёрный динамит соглашается, но О. Джей сбегает в последний момент, и Чёрный динамит отправляется на Луну один. В ракете обнаруживается неисправность, и она взрывается в космосе. Чёрный динамит находит в космосе заброшенную советскую космическую станцию с живой обезьяной внутри. На лунном модуле они спускаются на Луну, где встречают амазонок. С женщинами расправляется обезьяна, а Санта-Клаус помогает Чёрному динамиту вернуться домой. |            |                                      |                            |                              |                  |
| 5 | 5          | «Panic on the Player’s Ball Express» | Карл Джонс и Джастин Ридж  | Карл Джонс и Брайан Эш       | 12 августа 2012  |
| Чёрный динамит отрицает прививки от гриппа, поскольку считает их заговором против чернокожих. Неожиданно он сам подхватывает грипп. Остальная команда отправляется на съезд сутенёров, который проходит в движущемся поезде. В поезде обнаруживается сутенёр-маньяк, который начинает убивать других сутенёров. Чёрный динамит, превозмогая свою болезнь, отправляется всех спасать. Ему помогает Сунь-цзы, которого он видит в болезненном бреду. |            |                                      |                            |                              |                  |
| 6 | 6          | «The Shit That Killed The King»      | Карл Джонс                 | Карл Джонс и Скотт Сандерс   | 19 августа 2012  |
| Президент Никсон хочет уничтожить Чёрного динамита и заодно всё чернокожее сообщество. Для этого он наводняет гетто дешёвыми наркотиками. План не срабатывает, так как за дешёвыми наркотиками устремляются белые, а чёрные на их деньги обустраивают свой район. В гетто отправляется Элвис Пресли, чтобы навести там порядок, и избавиться от наркотиков. Король неожиданно умирает. Чёрный динамит решает спешно перевезти тело Элвиса в Грейсленд, так как если станет известно, что Элвис умер в чёрном районе, то Никсон уничтожит его, сбросив на него бомбу. |            |                                      |                            |                              |                  |
| 7 | 7          | «Apocalypse, This!»                  | Карл Джонс и Нам Джон-щик  | Карл Джонс и Майкл Джей Уайт | 26 августа 2012  |
| Чёрный динамит обучает Крим Корна кунг-фу, когда к нему наведываются црушники. От них Чёрный динамит узнаёт, что его друг Ларри Тьюро не погиб во Вьетнаме. Он спрятался в джунглях и организовал там людоедскую секту, попутно изготавливая самый лучший соус для барбекю в мире. Чёрный динамит со своей командой отправляется во Вьетнам, где его начинает преследовать прошлое. |            |                                      |                            |                              |                  |
| 8 | 8          | «Honky Kong»                         | Карл Джонс и Нам Джон-щик  | Карл Джонс и Брайан Эш       | 9 сентября 2012  |
| Пчёлка недовольна тем, что её не ценят, хотя она выполняет много обязанностей в приюте. Чёрный динамит, Мегафон и Крим Корн ведут её в цирк, чтобы немного развлечь. Там в Пчёлку влюбляется гигантская белая горилла Хонки-Конг, которая похищает Пчёлку. Сначала горилла залазит на Башню Уоттса, а затем сбегает на свой затерянный остров. |            |                                      |                            |                              |                  |
| 9 | 9          | «The Race War»                       | Карл Джонс и Нейт Клесович | Карл Джонс и Байрон Миннс    | 16 сентября 2012 |
| Проходит расовая гонка через всю страну. Чернокожих в этой гонке представляет Чёрный динамит. Он воссоединяется с «Эртой К.И.Т.Т.», машиной с искусственным интеллектом, с которой он ранее работал в ЦРУ. Чёрный динамит не знает, что в этой гонке он лишь пешка китайской мафии под предводительством Доктора Ву. |            |                                      |                            |                              |                  |
| 10 | 10         | «Seed of Kurtis»                     | Кэлвин Ли                  | Карл Джонс                   | 23 сентября 2012 |
| Чёрный динамит случайно натыкается на своего отца, который давным-давно ушёл из семьи. Чёрный динамит рад этой встрече и хотел бы больше времени проводить с отцом. Его отец проповедник, но на деле он оказывается мошенником. Чёрный динамит выгоняет его из своего приюта. На отца Чёрного динамита выходит сын Лягушки Кёртиса. Он хочет отомстить Чёрному динамиту за смерть своего отца, убив его отца. |            |                                      |                            |                              |                  |

### 2 сезон
| № общий | № в сезоне | Название                             | Режиссёр                 | Сценарист                    | Премьерный показ |
| --- | ---------- | ------------------------------------ | ------------------------ | ---------------------------- | ---------------- |
| 11 | 1          | «Roots: The White Album»             | Карл Джонс и Бен Сан Пак | Карл Джонс                   | 18 октября 2014  |
| Наступает февраль, который впервые официально объявляется «Месяцем чёрной истории». По этому случаю в чернокожем сообществе устанавливают памятник Мартину Лютеру Кингу. По телевизору проходит премьера мини-сериала «Корни», из которого чернокожие узнают, что в прошлом они были рабами, а рабство было довольно жестоким. В сообществе начинаются волнения, которые подначивает Эл Шарптон. В конце концов, чёрные отправляются в Беверли-Хиллз, чтобы набрать там себе белых рабов. Белые оказываются никудышными рабами и быстро приходят в негодность. Чёрным приходится заботить о них и всячески ублажать. Чёрный динамит видит, что рабовладение разрушает чернокожее сообщество. Сначала он помогает бежать беглому рабу Вуди Аллену, а затем ставит вопрос об отмене рабства. |            |                                      |                          |                              |                  |
| 12 | 2          | «Black Jaws!»                        | Карл Джонс               | Карл Джонс и Хью Мур         | 25 октября 2014  |
| На побережье появляется акула, которая нападает исключительно на чернокожих. Никсон распоряжается немедленно устроить для них фестиваль у воды. Выступить на фестивале приезжают Earth, Wind & Fire. Чёрный динамит всё время проводит на берегу, так как выясняется, что он не умеет плавать. Появляется акула, которая начинает нападать на людей. Таинственный моряк рассказывает Чёрному динамиту легенду о «Чёрных челюстях». Это старая акула, которая ещё во времена рабства плавала за кораблями, направляющимися из Африки в Америку, и ела выпадающих из них рабов. Чёрному динамиту придётся начать плавать, чтобы побороть эту акулу. |            |                                      |                          |                              |                  |
| 13 | 3          | «Warriors Come Out»                  | Карл Джонс               | Карл Джонс и Скотт Сандерс   | 1 ноября 2014    |
| На Хэллоуин Крим Корн уговаривает всех пойти на уличную вечеринку. Команда Чёрного динамита наряжается «Воинами». На месте выясняется, что это гей-вечеринка. Чёрный динамит уже хочет уйти, но неожиданно происходит убийство. Кто-то убивает Рипа Тейлора, а вину перекладывает на команду Чёрного динамита. Теперь все местные геи объявляют на них охоту. Чёрный динамит же не бьёт женщин и вообще всех тех, кто носит женское платье. В это время дети в приюте, оставшиеся на попечении клоуна, неожиданно понимают, что он серийный убийца. |            |                                      |                          |                              |                  |
| 14 | 4          | «How Honeybee Got Her Groove Back»   | Карл Джонс               | Йен Эдвардс                  | 8 ноября 2014    |
| Проституткам из борделя нужен отдых, поэтому Пчёлка везёт их в отпуск на Ямайку. Там она знакомится с Бобом Марли и даже подумывает о том, чтобы остаться с ним на острове. Позже её мнение меняется, когда она узнаёт, что он женат и ещё параллельно имеет отношения с множеством женщин. Чёрный динамит, Мегафон и Крим Корн тем временем делают в борделе ремонт. Им мешают клиенты, которые в отсутствие проституток превращаются в похотливых зомби. |            |                                      |                          |                              |                  |
| 15 | 5          | «Sweet Bill’s Badass Singalong Song» | Карл Джонс               | Карл Джонс и Байрон Миннс    | 15 ноября 2014   |
| Старый приятель Чёрного динамита режиссёр Мелвин Ван Пиблз приезжает в чёрный район для съёмок нового фильма в жанре блэксплотейшн. «Чёрные пумы» хотят сорвать съёмки фильма, так как режиссёр снимает в их районе без их разрешения. Помощник режиссёра Спайк Ли сообщает, что Руди Рэй Мур, Пэм Гриер, Антонио Фаргас и Джим Келли исчезли со съёмочной площадки. Ван Пиблз решает снимать вместо них Чёрного динамита и его команду, но из-за этого начинают протестовать местные жители, которые хотят видеть в новом фильме любимых актёров. Чёрный динамит отправляется на их поиски. Выясняется, что актёров похитил Билл Косби, который хочет перевоспитать их, превратив в положительных и добропорядочных чернокожих, чтобы затем снять в своём новом сериале. Биллу Косби прислуживает Сидни Пуатье. |            |                                      |                          |                              |                  |
| 16 | 6          | «Mister Rogers’ Revenge»             | Карл Джонс               | Скотт Фузелье                | 22 ноября 2014   |
| Чёрный динамит хочет устроить для детей в приюте коллективный день рождения. Он отправляет детей на запись детской передачи с их любимым ведущим Мистером Роджерсом, пока сам вместе с остальной командой украшает приют и покупает подарки. У Мистера Роджерса есть травма, полученная на войне, когда при нём убили ребёнка. Видя же, как телевизионные продюсеры действительно относятся к детям, он сходит с ума и берёт детей в заложники с целью «защитить» их. |            |                                      |                          |                              |                  |
| 17 | 7          | «American Band Standoff»             | Карл Джонс               | Карл Джонс и Майкл Джей Уайт | 29 ноября 2014   |
| Между Диком Кларком из программы American Bandstand и Доном Корнелиусом из Soul Train начинается музыкальная война, в которой страдают танцоры и музыканты с обеих сторон. Примирить враждующие стороны пытается Сэмми Дэвис, который назначает двойной танцевальный баттл. Со стороны Дика Кларка танцуют Джеймс Браун и Дени Террио, а со стороны Дона Корнелиуса Фред Берри и Крим Корн, который недавно записался в команду программы Soul Train. Выясняется, что Фред Берри сильно избит и не может выйти на сцену. Заменять его приходится Чёрному динамиту, который когда-то давно уже работал с Доном Корнелиусом. Чёрный динамит исполняет свой локинг и команда Soul Train одерживает победу. |            |                                      |                          |                              |                  |
| 18 | 8          | «Diff’rent Folks, Same Strokes»      | Карл Джонс               | Карл Джонс и Джейсон Ван Вин | 6 декабря 2014   |
| Служба опеки находит многочисленные нарушения в приюте Чёрного динамита, которому теперь грозит закрытие. Неожиданно появляется некий богатый белый джентльмен, который вместе со своими друзьями готов усыновить всех детей из приюта. Позже выясняется, что этих детей используют на арене для смертельных боёв, где сироты должны сражаться друг с другом за еду. |            |                                      |                          |                              |                  |
| 1920 | 910        | «The Wizard of Watts»                | Карл Джонс               | Карл Джонс и Байрон Миннс    | 10 января 2015   |
| Чёрный динамит берёт отпуск и просит целый месяц не беспокоить его. В его отсутствие в Южном Централе начинаются беспорядки. Маленького сироту Родни Кинга избивает полиция. Сам Чёрный динамит в какой-то момент получает по голове кирпичом. Находясь без сознания, он попадает в волшебную чёрную Страну Виз. Джеймс Браун, который здесь работает феей, сообщает ему, что он должен идти к Мэджику Джонсону, человеку, который управляет этим миром. По дороге Чёрный динамит встречает Страшилу Крим Корна, Железную Пчёлку и Льва-Мегафона. Все они присоединяются к нему в его путешествии, так как у каждого из них есть своя проблема. Стадион Мэджика Джонсона охраняет Лягушка Кёртис. Позже выясняется, что на самом деле в этом мире за всем стоит Дональд Стерлинг. Поразмыслив над этим, Чёрный динамит приходит к выводу, что все проблемы, как свои, так и чужие, он может разрешить сам. Чёрный динамит поёт песню и приходит в сознание в реальном мире. Теперь он готов наводить на улицах порядок. |            |                                      |                          |                              |                  |